# 林謙三 (政治家)
林 謙三（はやし けんぞう、1869年11月10日（明治2年10月7日） - 没年不詳）は、日本の弁護士。政治家、衆議院議員（1期）。

## 経歴
東京都出身。1897年、東京帝国大学仏法科卒。判事を経て、弁護士の業務に従事し、芝区会議員、東京市会議員となる。
1904年の第9回衆議院議員総選挙において東京市選挙区から無所属で立候補して落選した。翌1905年5月、田口卯吉の死去による補欠選挙で憲政本党公認で立候補して当選した。衆議院議員を1期務め、1908年の第10回衆議院議員総選挙には立候補しなかった。